# 近畿職業能力開発大学校附属滋賀職業能力開発短期大学校
近畿職業能力開発大学校附属滋賀職業能力開発短期大学校（きんきしょくぎょうのうりょくかいはつだいがっこうふぞくしかしょくぎょうのうりょくかいはつたんきだいがっこう）は、滋賀県近江八幡市にある職業能力開発短期大学校。厚生労働省所管の独立行政法人高齢・障害・求職者雇用支援機構が設置・運営する。愛称はポリテックカレッジ滋賀、滋賀職能大など。

## 沿革
- 1992年（平成4年）4月 - 滋賀職業訓練短期大学校として開校。
- 1993年（平成5年）4月 - 滋賀職業能力開発短期大学校に改称（※職業能力開発促進法の一部改正によるもの）。
- 1996年（平成8年）12月 - 専門課程に社会人推薦入学制度を導入する。
- 1999年（平成11年）4月 - 近畿職業能力開発大学校附属滋賀職業能力開発短期大学校に改称し、情報処理科を情報技術科に改編する。
- 2009年（平成21年）4月 - 電子技術科と情報技術科を電子情報制御システム系（電子情報技術科）に改編する。

## 概要
本校は大阪府岸和田市にある近畿職業能力開発大学校の附属である。専門課程として3学科があり、修学期間は2年間である。卒業後、希望者は試験に合格すれば応用課程に進学できる。

## 訓練科
- 生産技術科
- 電子情報技術科
- 住居環境科

## アクセス

### 交通機関
- JR東海道本線（琵琶湖線）篠原駅より徒歩10分。
- 同駅または近江八幡駅（JR東海道本線(琵琶湖線)および近江鉄道八日市線(万葉あかね線)）よりあかこんバス（桐原・篠原コース）でポリテクカレッジ停留所下車。

### 自動車
- 名神高速道路竜王ICから約15分（同ICから7km）。